# Thorotrast
Thorotrast er en kommerciel betegnelse for et kontrastmiddel til billeddiagnostik. Midlet er overordentligt kræftfremkaldende. 
Efter den kontroversielle nobelprisvinder Egas Moniz' introduktion af Thorotrast var det i brug i 1930'erne og 1940'erne (og nogle steder i 1950'erne) specielt til cerebral arteriografi i forbindelse med neurokirurgi. 
I Danmark blev over 1.100 patienter udsat for Thorotrast.
Thorotrast indeholder thoriumdioxid (ThO2). Den mest almindelige thorium-isotop (Th-232) er radioaktiv og henfalder med en alfa-partikel – med en meget lang halveringstid.
Siden stoffet ikke bliver udskilt af kroppen, vil en patient der får Thorotrast indsprøjtet være udsat for en næsten konstant radioaktivitet, og mange vil efter en årrække blive ramt af kræft f.eks. leverkræft.
Nils Malmros' film At kende sandheden skildrer blandt andet brugen af Thorotrast gennem hans far, neurokirurgen Richard Malmros' arbejde.
Den danske modstandsmand Børge Thing fik thorotrast og døde som blot 54-årig med leverkræft.

## Thorotrast-sagen
Det danske sundhedsvæsen oprettede et hemmeligholdt arkiv hvor patienter der havde fået Thorotrast kunne følges. Ud fra informationer fra en embedsmand i sundhedsvæsenet afdækkede journalisten Jens Jørgen Espersen ved Ritzaus Bureau dette arkiv og fik i 1989 Cavlingprisen. Han gjorde samtidig opmærksom på at læger i  Retslægerådet var inhabile og at de ikke havde givet fyldestgørende informationer om et alternativ til Thorotrast (perabrodil) i forbindelse med en retssag.